# Ose (demonio)
En demonología, Ose es un gran presidente del infierno, gobernando tres legiones de demonios (treinta para otros autores, y en la Pseudomonarchia daemonum no se le otorga un número de ellas). 
Ose hace a los hombres sabios en todas las ciencias liberales y da respuestas verdaderas sobre las cosas divinas y secretas, pero también lleva la locura a cualquier persona que el invocador desee, haciendo creer a esa persona que es la criatura o cosa que el mago desea.
Ose se presenta como un leopardo que después de un tiempo se transforma en hombre.
Su nombre parece derivar del latín 'os', boca, lengua, u 'Osor', el que aborrece.
Otros nombres: Ose, Oze, Oso, Voso.